# Ptychadena wadei
Ptychadena wadei é uma espécie de anfíbio da família Ranidae.
É endémica de Etiópia.
Os seus habitats naturais são: matagal húmido tropical ou subtropical, campos de altitude subtropicais ou tropicais, rios e marismas intermitentes de água doce.
Está ameaçada por perda de habitat.